# Ученическое самоуправление
Ученическое самоуправление — это форма реализации обучающимися права на участие в управлении образовательными организациями, предполагающее участие учеников в решении вопросов при организации учебно-воспитательного процесса совместно с педагогическим коллективом и администрацией учреждения; право, которым обладают в школе ученики на учёт их мнения в управлении той образовательной организацией, где они обучаются. Это право закреплено в Федеральном законе Российской Федерации  от 29 декабря 2012 г. N 273-ФЗ  «Об образовании в Российской Федерации», ст. 34.
При развитых системах ученического самоуправления в образовательном учреждении существуют различные органы самоуправления: общешкольный ученический совет, гимназический (школьный) парламент, ученический комитет (учеником), староста, школьная дума и др. 
Следует отличать формы ученического самоуправления от детского общественного объединения и молодёжных общественных объединений, создаваемых самими обучающимися или взрослыми с участием детей из общеобразовательных учреждений, объединившихся на основе общности интересов.
Администрация школы обязана предоставить ученикам возможность этим правом пользоваться и создать необходимые условия для реализации этого права при наличии инициативы обучающихся.

## Виды структур органов ученического самоуправления

### Школьная дума
Школьная дума — орган школьного самоуправления, действующий в некоторых школах.
Школьная дума представляет собой добровольное объединение учащихся координирующее её деятельность, нормы и правила, оговоренные в Уставе школы. Статус определён в специальном школьном положении о думе.
Депутаты открыто избираются на общем школьном собрании большинством голосов. От каждого 5-11 класса, как правило, избирается 2 депутата. Сразу после избрания состава ШД избирается председатель ШД. Все решения принимаются большинством голосов. ШД может с согласия Директора, влиять на учебный процесс, его условия. Депутат может быть освобождён от должности подав письменное заявление. Его решение должно одобрить более половины депутатов.
Цели Школьной Думы
- Планирование общешкольных мероприятий.
- Улучшение связи между учениками и администрацией.
- Осуществление взаимодействия с учреждениями и другими городскими организациями с целью влияния на принятие решений, касающихся проблем школьной организации.

### Совет Лидеров
«Совет Лидеров» — форма ученического самоуправления, представленная вертикальной моделью. В состав Совета включаются лидеры классов (командиры), лидеры школьных проектных команд. Совет лидеров возглавляет председатель, избранный из учеников, а руководит работой школьный вожатый или педагог-организатор.

Схема ученического самоуправления «Совет лидеров» (МОУ «СОШ № 221» г. Заречный Пензенская область)

## Содействие развитию ученического самоуправления
При образовательных организациях дополнительного образования работают центры содействия развитию ученического самоуправления и детских общественных объединений, которые ежегодно проводят конкурсы для кураторов ученического самоуправления и активистов, организуют образовательные события, направленные на командообразование и повышение организаторских и коммуникативных компетенций школьных лидеров.